# Cratere Volyana
Volyana  è un cratere sulla superficie di Venere.